# Rolling release
Rolling release (z ang., dosł. ciągłe wydanie) – tryb aktualizacji aplikacji lub całego systemu operacyjnego polegający na tym, że aktualizacje są dostępne „na bieżąco”.
Inne stosowane nazwy to: rolling update i continuous delivery. Rolling release jest przeciwieństwem standardowego lub okresowego modelu opracowywania i uaktualnianie wersji, stosujący kolejne, wydawane co pewien czas wersje oprogramowania, które muszą być zainstalowane ponownie na wersji poprzedniej (zastępując ją).
Rolling release zazwyczaj oznacza użycie niewielkich i częstych aktualizacji. Wiele dystrybucji Linuksa stosuje ten tryb aktualizacji.
Przy dystrybucjach, które stosują rolling release nie ma oficjalnych wersji systemu operacyjnego (np. Windows 8 czy Ubuntu 16.10), ale są snapshots, które są kopią aktualnej wersji oprogramowania znajdującą się w repozytorium. Snapshots służą najczęściej do instalacji systemu na nośniku (np. DVD lub pendrive).

## Wybrane dystrybucje Linuksa stosujące rolling release
- Arch Linux
- ArchBang
- Antergos[3]
- ClearLinux
- Manjaro
- OpenSUSE
- Void Linux
- Gentoo[4]
- Paldo
- PCLinuxOS[5]
- Sabayon Linux[6]
- Solus[7]
- siduction[8]
- Aptosid[9]